# Por tierra (álbum)
Por Tierra es el segundo disco de la banda de rock peruano La Liga del Sueño, lanzado en 1996.

## Lista de canciones
| N.º | Título                     | Duración |  |
| 1.  | «Ángel»                    | 4:32     |  |
| 2.  | «Bajo la luna»             | 3:39     |  |
| 3.  | «Buscando a Mrs. Appleton» | 4:30     |  |
| 4.  | «Cae la noche»             | 4:09     |  |
| 5.  | «De reptiles y acero»      | 3:36     |  |
| 6.  | «En sus alas»              | 5:27     |  |
| 7.  | «Impermanencias»           | 3:03     |  |
| 8.  | «La peor de las guerras»   | 3:48     |  |
| 9.  | «La vida que hay afuera»   | 3:58     |  |
| 10. | «Padre vuestro»            | 3:49     |  |
| 11. | «Sacha runa»               | 5:30     |  |
| 12. | «Tantas veces como el sol» | 3:33     |  |
| 13. | «A merced de este mundo»   | 2:48     |  |

## Integrantes
- Pelo Madueño - Voz y guitarra
- Elena Otero - Bajo
- Arturo Ríos - Batería

### Músicos de apoyo
- Alec Marambio: Guitarra
- Camilo Ballumbrosio: Percusión
- Mauricio Chau: Guitarra y teclados
- Pilar Secada: Coros
- Grabado por: Wicho García y Julio Caipo en Estudios OBA ME BOTO.